# Maackia hupehensis
Maackia hupehensis là một loài thực vật có hoa trong họ Đậu. Loài này được Takeda miêu tả khoa học đầu tiên.